# جاكمار

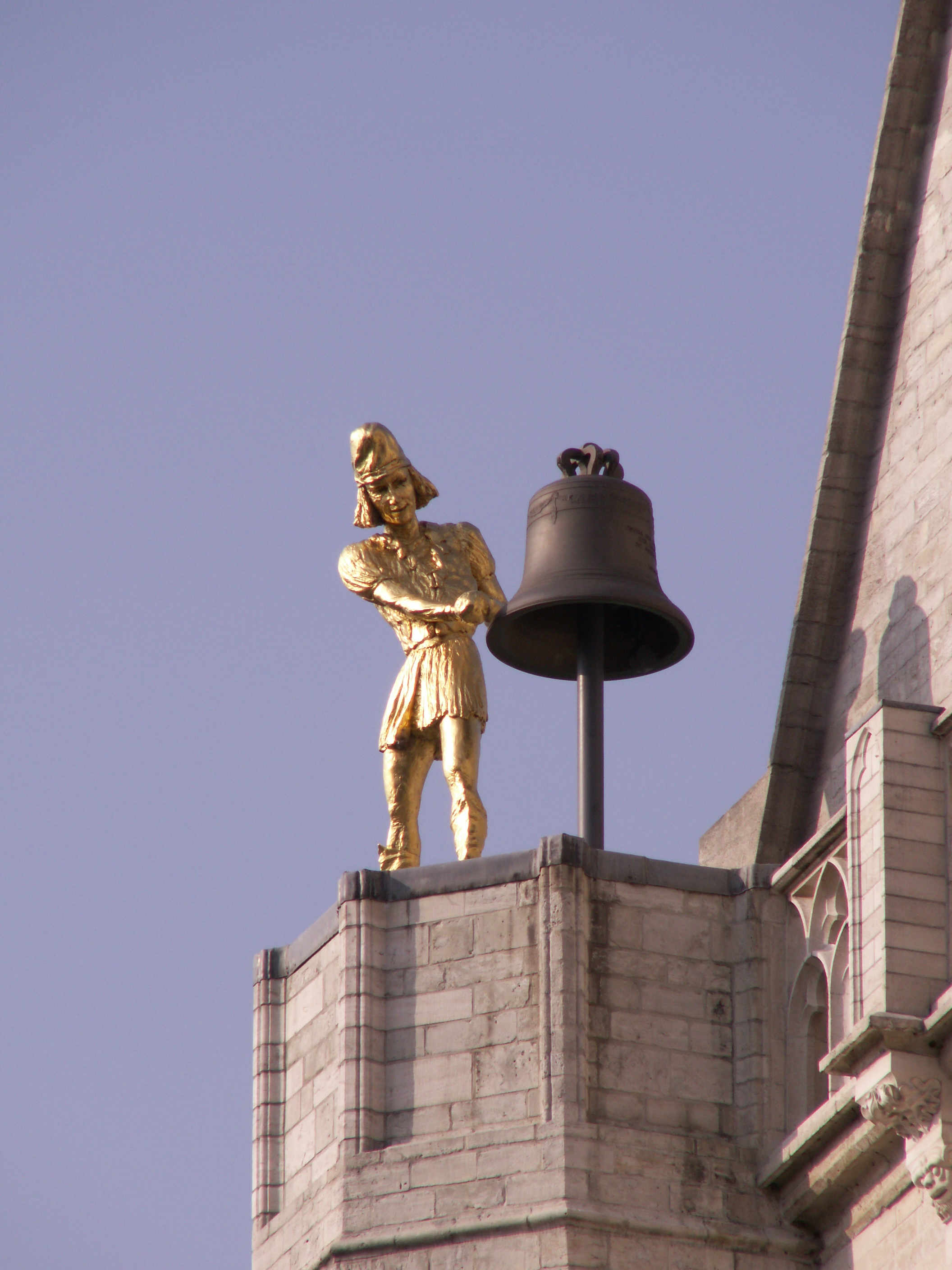
جاكمار أعلى كنيسة سانت بيير في لوفين في بلجيكا

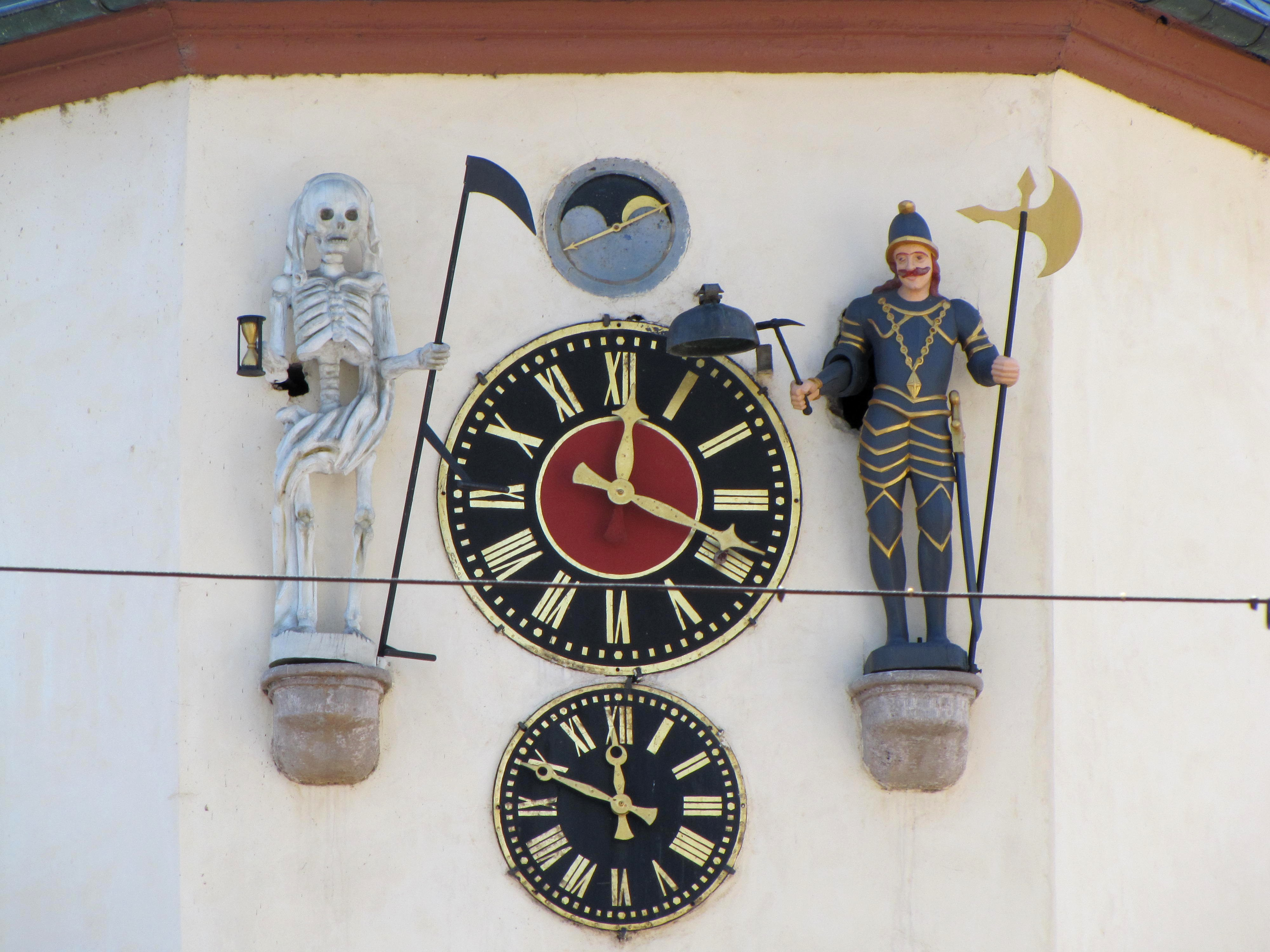
جاكمار في بينفيلد في فرنسا

جاكمار (ويسمى أيضًا ربع جاك) هو آلة ذاتية التشغيل، وهو مجسم ميكانيكي متحرك لشخص، عادة ما يصنع من الخشب أو المعدن، ومهمته ضرب الساعات على الجرس بمطرقة.
عادةً ما يكون جزءًا من الساعات أو أبراج الساعة، وغالبًا ما يكون بالقرب من المبنى أو في أعلاه. ويُعرف التمثال أيضًا باسم جاك الساعة.
تم العثور على واحدة من أقدم وأشهر جاكمار في البرج الجنوبي لكاتدرائية كنيسة نوتردام في ديجون: أمر بتركيبه فيليب الثاني ملك بورغندي في عام 1383. وعُثر على نماذج جاكمار تاريخية أخرى معروفة أعلى برج زيتغلوغه Zytglogge  في برن في سويسرا، وتمثال المور في برج الساعة في سان ماركو في البندقية في إيطاليا.
الكلمة هي في الأصل فرنسية ولكنها تستخدم أحيانًا باللغة الإنجليزية أيضًا. أصل الكلمة محل خلاف، لكن إحدى النظريات تربطها بأداة تسمى "جاك"، يستخدمها الحرفيون في بناء أبراج الكنائس.
تقول الأسطورة أنه خلال الحروب الدينية، تم حبس سجين بروتستانتي في برج الجرس في كاتدرائية سان آلان، وكان عليه قرع الأجراس كل ساعة. فبنى آلية للقيام بذلك نيابة عنه. 